# خط راه‌آهن آدیس آبابا–جیبوتی
خط راه‌آهن آدیس آبابا–جیبوتی (انگلیسی: Addis Ababa–Djibouti Railway) یک خط راه‌آهن با ریل استاندارد به طول ۷۵۹ کیلومتر است که از شهرک سبتا در منطقه اورومیا، اتیوپی شروع و در بندر دورالیه، جیبوتی به پایان می‌رسد.
این راه‌آهن که در سال ۲۰۱۸ راه‌اندازی شده مرکز اصلی تجارت کشور محصور در خشکی اتیوپی از طریق خاک جیبوتی و دریای سرخ است به صورتی که ۹۵٪ تجارت این کشور و ۷۰٪ بندر دورالیه را شامل می‌شود.